# Recherche jeune femme aimant danser
Recherche jeune femme aimant danser (Loves Music, Loves to Dance) est un roman policier américain de Mary Higgins Clark publié en 1991.
La traduction française par Anne Damour est publiée la même année à Paris chez Albin Michel.

## Résumé
Nona Roberts est journaliste pour des émissions de réalité télévisées. Pour préparer un sujet sur "La face cachée des petites annonces", elle demande à deux amies, Erin Kelley et Darcy Scott de répondre à des petites annonces de rencontre placées dans des journaux  et de se rendre aux rendez-vous.
Soudain, Erin disparaît et est retrouvée assassinée quelques jours plus tard. Darcy est persuadée que cela a un rapport avec les annonces. Se sentant responsable de ce drame, la jeune femme va se mettre elle-même en danger pour retrouver le coupable.

## Personnages principaux
Vince D'ambriosse: inspecteur et policier qui va s'occuper de l'enquête 
Darcy Scott : Meilleure amie de Erin, fille de deux acteurs connus
Nona Roberts : travaille pour une chaîne télévisée, demande l'aide de Darcy et Erin pour répondre à des annonces
Erin Kelley: jeune femme répondant à de petites annonces avec son amie Darcy pour aider son amie Nona

## Adaptation
- 2001 : Recherche jeune femme aimant danser, téléfilm canado-américain réalisé par Mario Azzopardi, avec Patsy Kensit qui incarne le rôle de Darcy Scott.